# Bøverdal
Bøverdal is een vallei bij Bøvertun in de gemeente Lom in de Noorse provincie Oppland. In het Bøverdal ligt het meer Bøvertunvatnet. Ook is hier de Bøverdalkerk.
De Sognefjellsweg (de RV 55) loopt door het Bøverdal.

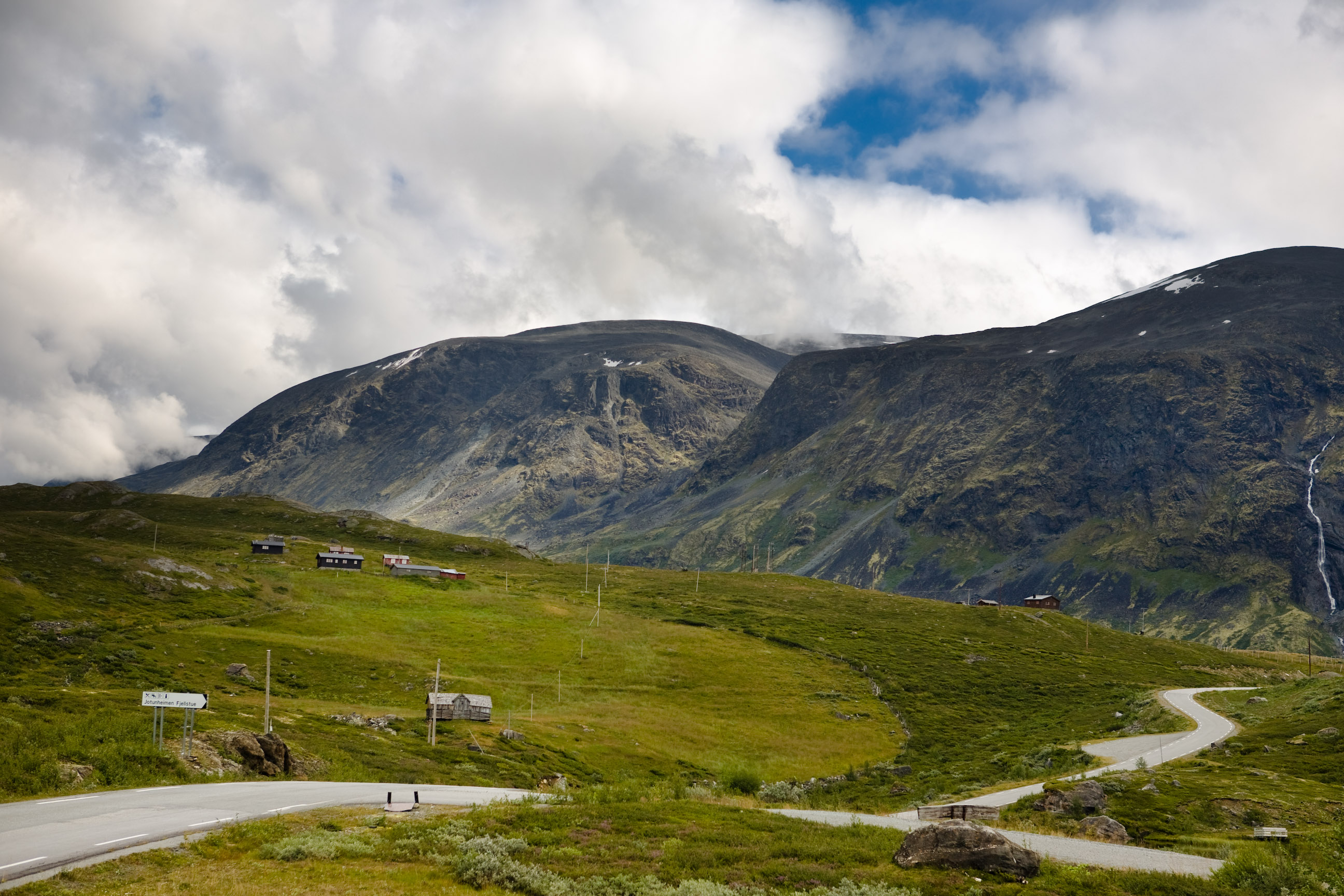